# The Invaders
The Invaders est un film muet américain réalisé par Thomas H. Ince et Francis Ford, sorti en 1912.

## Synopsis
L'armée américaine et les Sioux ont signé un traité de paix. Cependant, un groupe de géomètres empiètent sur le territoire accordé aux Indiens...

## Fiche technique
- Réalisation : Thomas H. Ince, Francis Ford
- Scénario : C. Gardner Sullivan
- Chef opérateur : Ray C. Smallwood
- Production : Thomas H. Ince
- Durée : 41 minutes
- Date de sortie : États-Unis : 29 novembre 1912

## Distribution
- Francis Ford : Colonel James Bryson
- Ethel Grandin : sa fille
- Ann Little : Sky Star
- Ray Myers : Lieutenant White
- William Eagle Shirt : le chef Sioux
- Art Acord : le télégraphiste